# Lacanobia obsoleta
Lacanobia obsoleta là một loài bướm đêm trong họ Noctuidae.